# Chloroleucon guantanamense
Chloroleucon guantanamense là một loài thực vật có hoa trong họ Đậu. Loài này được Britton & Rose mô tả khoa học đầu tiên.